# Temporada de furacões no oceano Atlântico de 1984
A temporada de furacões no Atlântico de 1984 foi um evento no ciclo anual de formação de ciclones tropicais. A temporada começou em 1 de junho e terminou em 30 de novembro de 1984. No entanto, o furacão Lili formou-se em meados de dezembro, mais de duas semanas após o encerramento oficial da temporada. Estas datas delimitam convencionalmente o período de cada ano quando a maioria dos ciclones tropicais tende a se formar na bacia do Atlântico.
A atividade da temporada de furacões no Atlântico de 1984 ficou pouco acima da média, com um total de 11 tempestades dotadas de nome e cinco furacões, sendo que apenas um destes, o furacão Diana, atingiu a intensidade igual ou superior a um furacão de categoria 3 na escala de furacões de Saffir-Simpson.
Em meados de setembro, o furacão Diana atingiu a costa leste dos Estados Unidos, causando três fatalidades indiretas e 65,5 milhões de dólares em danos. Poucos dias depois, a tempestade tropical Isidore atingiu a Flórida e causou uma fatalidade e um milhão de dólares em prejuízos. Em meados de novembro, o furacão Klaus afetou as Pequenas Antilhas, causando mais de 150 milhões de dólares em danos e duas fatalidades em Dominica.

## Nomes das tempestades
Os nomes abaixo foram usados para dar nomes às tempestades que se formaram no Atlântico Norte em 1984.
| - Arthur - Bertha - Cesar - Diana - Edouard - Fran - Gustav | - Hortense - Isidore - Josephine - Klaus - Lili - Marco (sem usar) - Nana (sem usar) | - Omar (sem usar) - Paloma (sem usar) - Rene (sem usar) - Sally (sem usar) - Teddy (sem usar) - Vicky (sem usar) - Wilfred (sem usar) |

Devido à relativa ausência de impactos, nenhum nome foi retirado da lista, que foi usada integralmente na temporada de 1990.